# Jean-Paul Libert
Jean-Paul Libert (ur. 14 października 1955 roku w Kigali) – belgijski kierowca wyścigowy i rajdowy.

## Kariera
Libert rozpoczął karierę w międzynarodowych wyścigach samochodowych w 1980 roku od startów w World Challenge for Endurance Drivers, gdzie jednak nie zdobywał punktów. W późniejszych latach Belg pojawiał się także w stawce World Championship for Drivers and Makes, FIA World Endurance Championship, IMSA Camel GTO, World Sports-Prototype Championship, World Touring Car Championship, Belgian Touring Car Championship, 24-godzinnego wyścigu Le Mans, Global GT Championship oraz IMSA World Sports Car Championship.